# シヴ・フリードライフスドッティル
シヴ・フリードライフスドッティル（アイスランド語: Siv Friðleifsdóttir、1962年8月10日 - ）は、アイスランドの政治家。厚生・社会保障大臣や北欧協力大臣、環境大臣を歴任した。
シヴが立案した政策の1つとして、ストリップクラブ禁止法案がある。これによって、アイスランドはヨーロッパで最初のストリップクラブ禁止国となった。
2009年にスペインの雑誌が世界54カ国を対象にした「世界で最も美しい女性政治家ランキング」では、第63位にランクインした。